# Champrenault
Champrenault település Franciaországban, Côte-d’Or megyében. Lakosainak száma 37 fő (2022. január 1.). Champrenault Charencey, Saint-Hélier, Turcey, Villy-en-Auxois és Chevannay községekkel határos.

## Népesség
A település népességének változása:
| Lakosok száma | 38   | 37   | 49   | 32   | 32   | 33   | 34   | 35   | 36   | 37   |
|               | 1968 | 1982 | 1990 | 2006 | 2013 | 2015 | 2017 | 2019 | 2020 | 2022 |